# Brossard
Brossard è un comune del Canada, situato in Québec. Esso è localizzato nell'area metropolitana di Montréal ed in particolare è situato nella regione amministrativa del Montérégie.